# ژرژ اوگویا
ژرژ اوگویا (فرانسوی: Georges Augoyat‎; ۳۱ ژانویهٔ ۱۸۸۲ – ۲۲ مارس ۱۹۶۳) دوچرخه‌سوار اهل فرانسه بود.